# Der Jäger und die Schlange
Der Jäger und die Schlange ist ein Volksmärchen vom Typ Zaubermärchen (AaTh 670), das im spanischen, italienischen, albanischen, mazedonischen, serbischen, rumänischen, ungarischen, estnischen, und lettischen Sprachraum sowie in Deutschland bekannt ist.

## Handlung
Es war einmal ein Jäger, der auf eine Schlange traf, mit dieser aber übereinkam, dass er sie nicht töten würde, wenn sie ihm die Sprache der Tiere verschafft, mit der Bedingung, dass er niemandem etwas davon verraten würde, sonst müsse er sterben. Der Jäger belauschte daraufhin zwei Hasen, von denen sich der eine ganz erschüttert empörte, dass er runde, flache Scheiben gefunden habe, die seltsam glänzen, sich aber nicht fressen ließen. Als der andere Hase wissen wollte, um was es sich dabei handelte, holte der erstere ein Maul voll Goldmünzen aus seinem Versteck hervor, sodass der andere sie inspizieren konnte, doch dieser kam zu keinem Schluss und so ließen sie den seltsamen Fund liegen und hoppelten davon. Der Jäger aber holte Werkzeug, fing an zu graben und fand einen Schatz, wodurch er zu einem reichen Mann wurde.
Jeder wollte wissen, was dem Jäger für ein Glück widerfahren war, doch er schwieg eisern und selbst seiner Frau verriet er nichts. Diese ließ ihm jedoch keine Ruhe und als beide einmal im Wald waren und sich zwei Vögelchen gerade gegenseitig in den süßesten Redensarten die verliebtesten Worte zuzwitscherten, musste der Jäger lauthals lachen, sodass seine Frau annahm, er würde an eine andere denken, und sie machte ihm daraufhin die Hölle heiß. Der Jäger gab sich schließlich seinem Schicksal hin, besänftigte seine Frau und versprach ihr sein Geheimnis zu offenbaren, wohl wissend, dass er dadurch den Tod fände.
Indes kamen sie in ihrem Dorf an und da hörte er zwei Hähne, von denen der eine den anderen fragte, wie er es schaffe, die Herrschaft über 300 Hennen zu behalten, und der andere entgegnete – mit dem Stock! Sogleich nahm der Jäger einen dicken Prügel in die Hand und verdrosch seine Frau auf das Schlagkräftigste, sodass sie nicht weiter nachhakte, und blieb dafür am Leben.

## Versionen und Hintergrund
Diese spanische Version wurde dem Ethnologen und Folkloristen Joan Amades 1922 von dem 30-jährigen Hirten Jan Francès erzählt und erhielt im Deutschen den Titel Der Jäger und die Schlange. In einer italienischen Version aus Giuseppe Pitrès Fiabe, novelle e racconti popolari siciliani (Vol. I–IV, Palermo 1875, Nr. 282), die im Deutschen die Titel Die Sprache der Tiere und Die Sprache der Tiere und die neugierige Frau trägt, isst ein junger Ehemann zwei Schlangen, woraufhin er die Sprache der Tiere versteht. Eine ungarische Version, die im Deutschen den Titel Vom Schäfer, der die Sprache der Tiere verstand bekam und von György Kovács in Juta erzählt wurde, erschien in Béla Vikárs Volksdichtung des Komitats Somogy (Budapest 1905). Antti Aarne schrieb über den Typus „Der tiersprachkundige Mann und seine neugierige Frau“ eine Studie (Hamina 1914).
Eine sehr umfangreiche mazedonische Version des Sammlers Spiro Ivanov, die aus Crsko, Bitola stammt und im Deutschen den Titel Die Tiersprache trägt, enthält, unter anderem, eine Passage, in der ein Esel einem Ochsen rät sich krank zu stellen, damit er nicht mehr so hart arbeiten muss, woraufhin der tiersprachenkundige Besitzer der Tiere den Esel vor den Pflug spannt, was diesen dann dazu bewegt, den Ochsen wieder umzustimmen. Auch werden einige Schäferhunde ihrer Faulheit überführt und fängt der Mann an zu lachen, da das etwas zurückbleibende Pferd seiner Frau sich darüber beschwert, dass es drei Personen tragen muss, nämlich die schwangere Frau des Mannes und das eigene Fohlen. Der Teil der Version, in dem der Ochse und der Esel sich unterhalten, findet sich in ähnlicher Form auch in der sehr kurzen deutschen Version aus Heinrich Dittmaiers Sagen, Märchen und Schwänke von der unteren Sieg (Bonn 1950, Nr. 377), in der ein Bauer schon von Anfang an die Sprache der Tiere versteht. Diese Version wurde von einem Maurer in Stieldorferhöhn erzählt und erhielt den Titel Der Mann, der die Sprache der Tiere verstand. Wie die mazedonische erhielt auch die serbische Version aus dem Werk Volksmärchen der Serben (Berlin 1854, Nr. 3) von Vuk Karadžić im Deutschen den Titel Die Tiersprache sowie auch den Titel Die Thiersprache. In einer rumänischen Version aus dem Werk Märchen und Sagen aus dem Banater Bergland (Bukarest 1974, Nr. 31) von Alexander Tietz erzählt ein Schafhalter seiner Frau am Ende doch noch von seinem Geheimnis, was ihm das Leben kostet. Der deutsche Titel lautet Vom Mann, der die Sprache der Tiere verstand.
Eine estnische Version von Jakob Hurt, in der es zwei Bäume sind, die über den Schatz sprechen, wurde 1895 von J. Poolakess in Räpina aufgezeichnet und mit Der Mann, der die Vogelsprache kannte übersetzt. Es gibt mehr als 40 Varianten aus Estland, die im ganzen Land verbreitet sind, aber auf den Inseln fehlen. Die Vogelsprache kann auch von Raben oder einer Waldfee erlernt werden. In einer lettischen Version ist es ein Vogel, der einem Förster dazu verhilft die Sprache der Tiere zu verstehen. Dieser belauscht dann seine Hunde dabei, wie sie sich darüber unterhalten, dass einer von ihnen Diebe am Einbrechen gehindert, von der Förstersfrau aber trotzdem keine ordentliche Mahlzeit bekommen hatte. Als der Förster seine Frau zu Rede stellt, hakt sie nach, woher er denn dies wisse und wieder wird das Sterbebett vorbereitet. Diese Version wurde im Kreis Bauska aufgezeichnet und ins Deutsche mit Worüber die Vierbeiner und die Vögel sprachen übersetzt. Das Werk Lettische Märchen und Sagen, Nach Ansis Lerhis-Puškaitis und anderen Quellen zusammengestellt und redigiert von Prof. P. Šmits (Riga 1925–1937, 15 Bände) verzeichnet 13 lettische Varianten des Märchens, Alma Mednes Werk Lettische Tiermärchen (Riga 1940) derer sogar 57.
In einer albanischen Version, die aus der Sammlung von Martin Camaj stammt und als Legendenmärchen klassifiziert ist, ist es Christus, der einem Waisenkind die Fähigkeit die Sprache der Tiere zu verstehen verleiht, wobei dieses seine später geheiratete neugierige Frau dann tötet. Diese Version wurde 1965 von Camaj nach der Erzählerin Emilia Gilizi aufgenommen, die im von katholischen Albanern des byzantinisch-orientalischen Ritus bewohnten San Costantino in Italien lebte. Der deutsche Titel lautet Von einem, der die Sprache der Tiere verstand.